# Imatra
Imatra er en by i Finland, Södra karelen. Befolkningen er på 27.835 mennesker (2015).